# Chándal

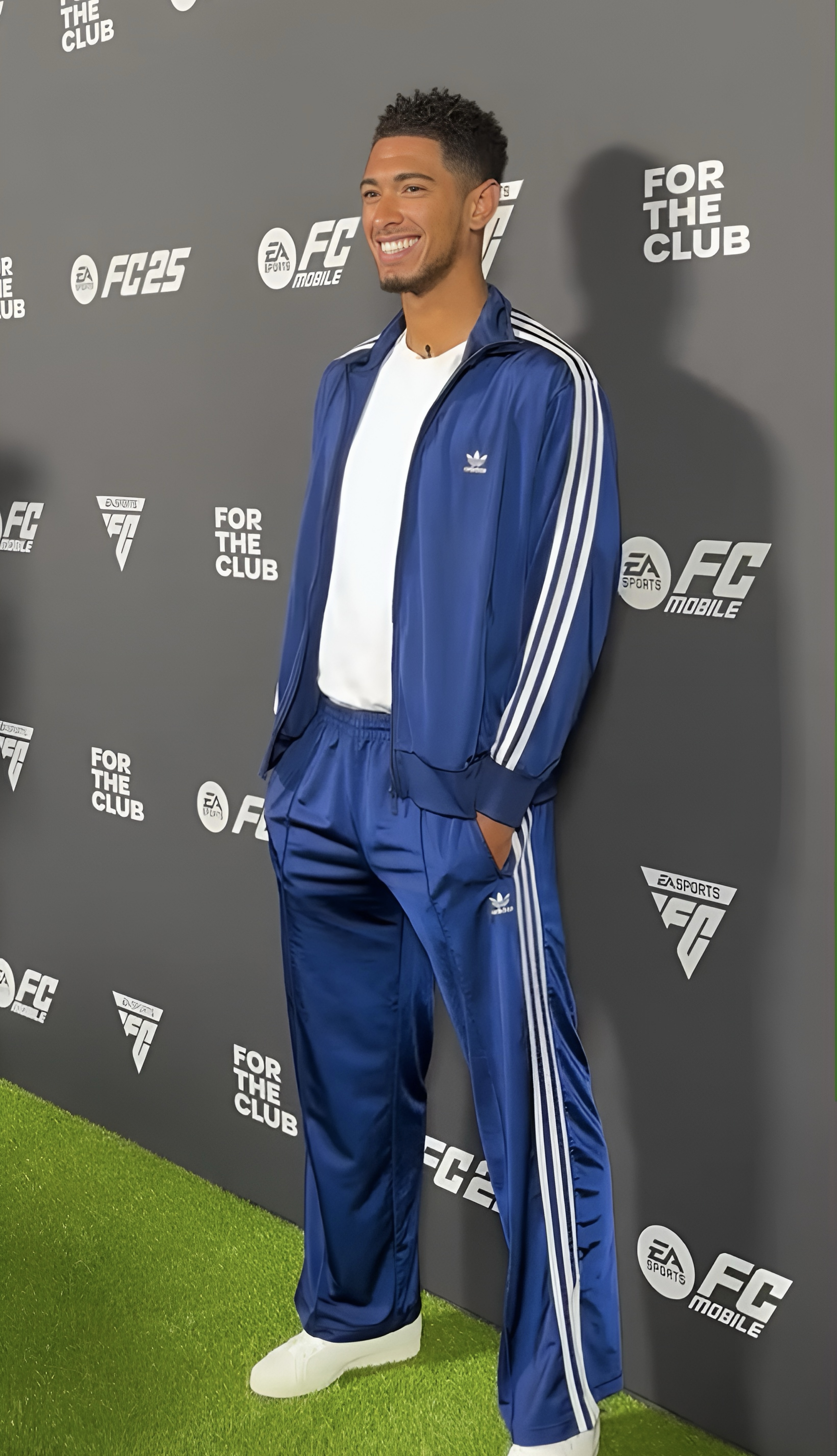
El futbolista inglés Jude Bellingham con un chándal durante un evento de EA Sports.

El chándal es una prenda de vestir consistente en dos piezas: pantalones largos y una chaqueta o sudadera. Los chándales están fabricados en algodón, fibra sintética, por lo general, poliéster, o una mezcla de ambas. La chaqueta se cierra con una cremallera frontal, lleva elásticos en los puños y dos bolsillos. También puede incorporar capucha. Los pantalones se sujetan con elástico o cordón y pueden llevar bolsillos como la chaqueta.
El chándal fue desarrollado originalmente para actividades deportivas, pero debido a su ligereza y comodidad enseguida pasó a ser una prenda de uso casi universal. Hoy en día es una prenda informal utilizada por adultos y jóvenes en periodos de ocio. Existen modelos de chándal para niños y bebés.

## Etimología
El término "chándal" proviene de la palabra francesa "chandail", abreviatura popular de "marchand d'ail", mercader o vendedor de ajos, que designaba en Les Halles de París los trabajadores del mercado de verduras y luego, por metonimia, el jersey que llevaban.

## Historia

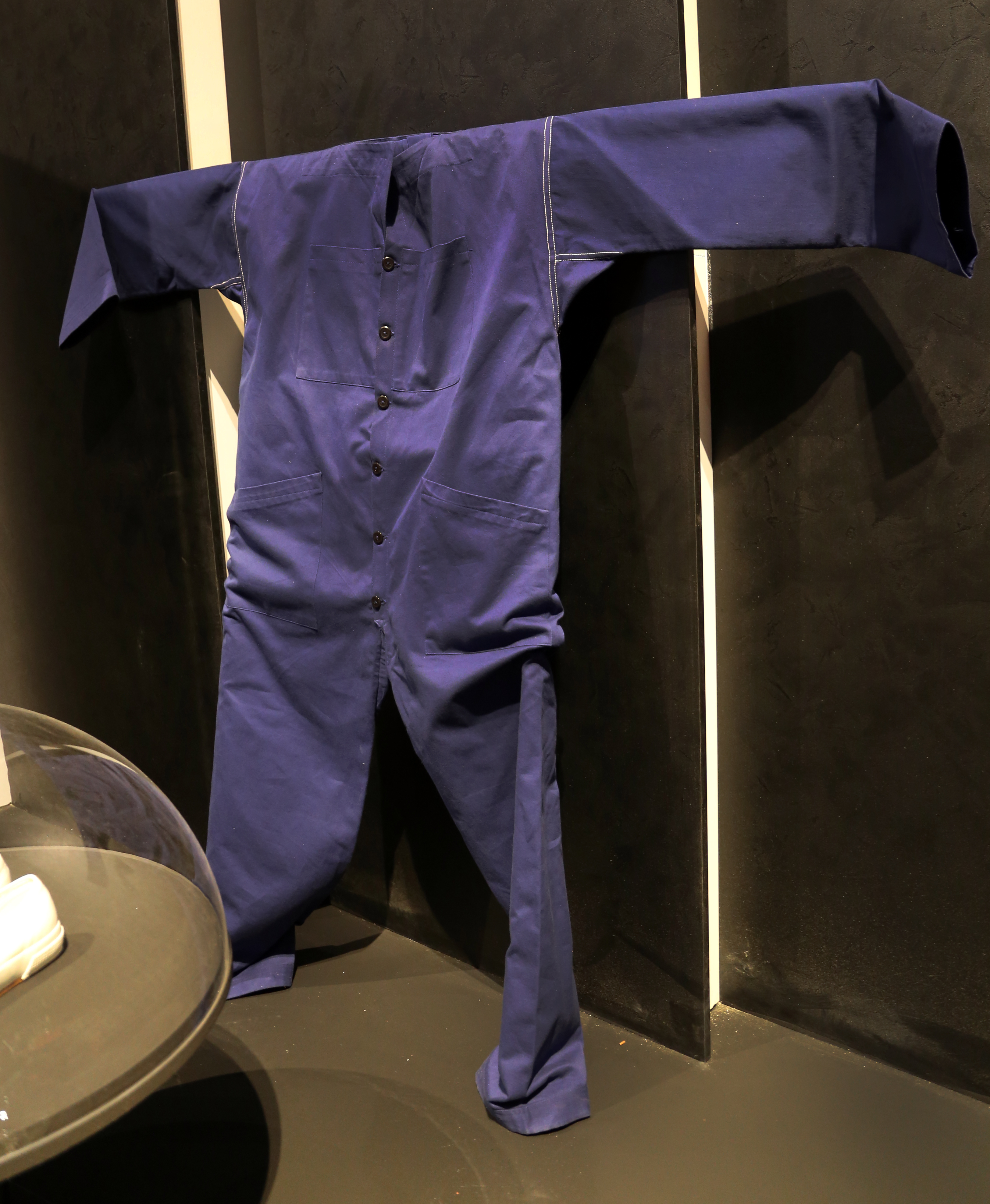
Tuta, creado por Thayaht y su hermano en 1920.

El origen de la prenda es difícil de determinar con precisión. Sin embargo, como antecedente se encuentra la "Tuta"; una prenda similar a un overol inspirada en el movimiento futurista, creada en 1919 - 1920, por el artista y diseñador Thayaht y su hermano RAM, que consistía en un vestido de hombre esencial, con bolsillos y cinturón para usar todos los días, fácil de fabricar y de bajo costo, en oposición a la moda burguesa de aquel tiempo. Su nombre es una adaptación del francés tout-de-même ("todo lo mismo"). El nombre "tuta" también hace referencia a un patrón de la prenda: una T para las mangas y el cuerpo superpuesto en una U en ángulo recto para las caderas, y el corte de las piernas "A". Sin embargo, esta propuesta no tuvo mucho éxito en la ropa de todos los días, y la demanda continuó su carrera como una prenda protectora para el mundo laboral, en particular la industria metalúrgica donde el trabajador tomó el nombre de tuta blu (chándal azul).
Los jerseys y sudaderas tuvieron una influencia directa sobre el desarrollo del chándal, en particular por su popularidad como una prenda adecuada para sobrellevar el frío y humedad de las trincheras de la Primera Guerra Mundial y su posterior difusión por los soldados Aliados occidentales que retornaban a casa terminado el conflicto; muchos soldados de clase alta en Inglaterra y Estados Unidos usaban dicha ropa en sus actividades de ocio, la que se extendió por los clubes deportivos de los cuales eran miembros. El chándal incrementó en popularidad en Occidente tras la Segunda Guerra Mundial, de la mano de su uso por deportistas y propiciado por cambios sociales que fomentaron la informalidad.
En la década de 1960, Adidas empezó a fabricar ropa deportiva, siendo su primera prenda en ser comercializada precisamente un chándal, que con el paso del tiempo y diferentes iteraciones en orden a mejorar su diseño y rendimiento le darían una identidad propia y distinta de las antiguas sudaderas. Durante los años 70, la prenda siguió ganando popularidad debido a su aparición en los medios, la que inclusive se extendió al Bloque Oriental a raíz de las Olimpiadas de 1980.
El chándal fue muy popular entre los aficionados al hip hop y al breakdance durante los años 1980. En este periodo, los chándales eran fabricados de una mezcla de triacetato y de poliéster, lo que les daba un aspecto muy brillante y facilitaba los movimientos de baile, particularmente los giros con el cuerpo sobre el suelo.

## Otros nombres
- Conjunto de Sudadera y Pants / Tracksuit: México.
- Conjunto de Chompa / Sudadera: Colombia.
- Buzo: Chile y Perú.
- Jogging: Argentina.
- Mono: Venezuela.
- Salida de cancha: Valparaíso, Chile.